# Norris Arm South Side
Norris Arm South Side é uma comunidade localizada na província canadense de Terra Nova e Labrador